# Lillsjön (Kisa socken, Östergötland, 643169-148119)
Lillsjön är en sjö i Kinda kommun i Östergötland och ingår i Motala ströms huvudavrinningsområde.